# Doutrina da proteção integral
Em Serviço social e Direito, a Doutrina da proteção integral da criança e do adolescente é um conjunto de axiomas, recomendações, entendimentos e normas que buscam tratar a criança e o adolescente como sujeitos de direito, em contraposição à visão de crianças como objeto de direitos de titularidade dos pais e do estado, chamada por críticos de perspectiva menorista.

## História

### Doutrina da situação irregular
De origem positivista, a concepção jurídica que tratava crianças e adolescentes como "menores" e os entendia como estando em situação regular ou irregular remonta o Século XIX.

O cuidado da infância no Brasil surge com foco nas famílias sem descendentes. O que se buscava era proporcionar filhos adotivos para essas famílias. A prevalência, portanto, era do adulto sob a criança. Em 1929, entra em vigor o Código de Menores. Mesmo assim, o foco seguia no adulto. Crianças e adolescentes poderiam ser adotadas por meio de escritura pública registrada em cartório, como em um contrato de compra e venda. Em 1979, surge outro código de menores. Já na época, porém, o jurista Ubaldino Calvento reconhecia a existência de três concepções ou escolas:
1ª – Doutrina da proteção integral – partindo dos direitos das crianças, reconhecidos pela ONU, a lei asseguraria a satisfação de todas as necessidades das pessoas de menor idade, nos seus aspectos gerais, incluindo-se os pertinentes à saúde, educação, recreação, profissionalização, etc.
2ª – Doutrina do Direito Penal do Menor – somente a partir do momento em que o menor pratique ato de delinquência interessa ao direito.

3º Doutrina intermédia da situação irregular – os menores são sujeitos de direito quando se encontrarem em estado de patologia social, definida legalmente. É a doutrina brasileira.

### Doutrina da proteção integral
A ideia de proteção integral surgiu na Década de 80, com a Comissão de Direitos Humanos da ONU. Na mesma década surge a Constituição brasileira de 1988 e a Convenção Internacional para os Direitos da Criança e do Adolescente, em 1989. É com essa convenção que a ideia de "criança objeto" é finalmente rompida. Um ano depois, em 1990, o Estatuto da Criança e do Adolescente fixa os entendimentos da recém-formada doutrina de proteção integral da infância e juventude. Pelo estatuto, "a criança e o adolescente gozam de todos os direitos fundamentais inerentes à pessoa humana, sem prejuízo da proteção integral de que trata esta Lei, assegurando-lhes, por lei ou por outros meios, todas as oportunidades e facilidades, a fim de lhes facultar o desenvolvimento físico, mental, moral, espiritual e social, em condições de liberdade e de dignidade."  (Artigo 3º)

## Princípios

### Criança e adolescente como sujeito de direitos
Se antes as crianças e os adolescentes eram vistos, pela doutrina, como objetos de direitos que eram de titularidade da família e do estado, aqui o paradigma passa a entender eles próprios como titulares dos direitos. Na prática, isso garante que as crianças e os adolescentes sejam protegidos de violações de direito que possam vir da própria família ou do estado.

### Direitos humanos
Os direitos da criança e do adolescente passam, à partir da Declaração Universal dos Direitos Humanos, a serem oficialmente reconhecidos como direitos humanos.

### Universalidade
Se outrora as crianças e os adolescentes eram divididos entre normais e delinquentes, aqui há a concepção da igualdade de direitos, independente de etnia, gênero, religião ou outros fatores, mesmo a nacionalidade.

### Criança como pessoa em desenvolvimento
A proteção às crianças e adolescentes, apesar de igualitária entre elas, não se equipara à dos adultos, por ser caso de proteção especial, justificado pelo momento da vida. O entendimento de que são pessoas em desenvolvimento traz, aqui, a necessidade de equilibrar a desigualdade entre o adulto, desenvolvido, e a criança, em desenvolvimento.

### Interesse superior da criança e do adolescente
O princípio do melhor para a criança e o adolescente garante que, em um conflito de direitos, o benefício será dado a eles. Este princípio também garante a prioridade na execução das políticas públicas.